# Pleuronectoidei
Pleuronectoidei è un sottordine di Pleuronectiformes.

## Famiglie
- Famiglia Achiridae
- Famiglia Achiropsettidae
- Famiglia Bothidae
- Famiglia Citharidae
- Famiglia Cynoglossidae
- Famiglia Paralichthyidae
- Famiglia Pleuronectidae
- Famiglia Samaridae
- Famiglia Scophthalmidae
- Famiglia Soleidae